# DTL-Finale
Das Deutsche-Turnliga-Finale (DTL-Finale) ist die größte nationale Turnmeisterschaft. Zum Jahresende werden in vier Wettkämpfen die Aufsteiger in die 1. und 2. Bundesligen, die Absteiger in die 2. Bundesligen und die Regionalligen und die Meister der 1. Bundesligen der Männer und Frauen ermittelt.

## Geräte beim DTL-Finale
Die Männer turnen an den Geräten Boden, Pauschenpferd, Ringe, Sprung, Barren und Reck. Die Geräte werden in dieser Reihenfolge, d. h. in der „Olympischen Rotation“ geturnt. Jeder Turner darf seine Übung einmal den Kampfrichtern präsentieren. Nur beim Sprung müssen zwei Sprünge gezeigt werden. Die Endwertung ergibt sich als Durchschnittswert der Bewertung beider Sprünge.
Die Frauen turnen ebenso in der olympischen Reihenfolge an den Geräten Sprung, Stufenbarren, Schwebebalken und Boden.

## Das Wertungssystem
Seit einigen Jahren wird in den Bundesligen der Männer nach dem „Score-System“ geturnt: Pro Gerät zeigen vier Turner ihre Übungen, der gegnerische Trainer muss den Vortrag einschätzen und einen Turner seiner Wahl einsetzen, der dann im direkten Vergleich mit seinem Gegner Score-Punkte für die Mannschaft verbuchen kann. Beim Setzen ist viel taktisches Geschick gefragt; jede Mannschaft muss zweimal vorlegen und kann zweimal reagieren. Die Anzahl der Score-Punkte hängt davon ab, wie stark sich die gezeigten Leistungen unterschieden – es werden höchstens fünf Punkte vergeben; bei gleich guten Übungen erhalten beide Duellanten null Punkte. Die Abstände ermitteln die Kampfrichter nach einem internationalen Wertungscode, der den Wert einzelner Elemente und die Abzüge für unterschiedlich gravierende Fehler genau festlegt.
Nach dem Kampfrichter-Eklat bei den Olympischen Spielen in Athen gab es 2004 eine grundlegende Änderung der Wertungsvorschriften. Ab 2006 wird die 10,0 nicht mehr die Obergrenze der Bewertung sein; stattdessen teilt sich die Bewertung dann in die Ausführung der Übung (B-Note, von 10,0 Punkten abwärts) und die Schwierigkeit der Übung auf (A-Note, nach oben offen). Der Schwierigkeitsgrad wird zur B-Note hinzugezählt und ermittelt sich aus den zehn schwierigsten Elementen der Übung. Ein A-Teil (z. B. eine Riesenfelge am Reck) ist 0,1 Punkte wert, ein B-Teil (z. B. ein Strecksalto am Boden) ist 0,2 Punkte wert, ein C-Teil (z. B. Doppelsalto am Boden) 0,3 und so weiter. Die derzeit schwierigsten Elemente (z. B. ein Dreifachsalto am Boden) sind F-Teile und damit 0,7 Punkte wert. An jedem Gerät gibt es vier Strukturgruppen (EG), die erfüllt werden müssen, und je 0,5 Punkte Bonus einbringen, ebenso wie ein schwieriger Abgang. Wer schwierige Elemente kombiniert, beispielsweise Flugelemente am Reck, erhält weitere Bonuspunkte. Durch die neuen Wertungsvorschriften wird die Ausführung wieder besonders wichtig, weil Haltungs- und Technikfehler in der B-Note hart bestraft werden – außerdem zeichnet sich eine Tendenz zu deutlich längeren Übungen ab. Das neue System kann fortan dauerhaft bestehen bleiben, weil schwierige Elemente einfach als G- oder H-Teile integriert werden – der zweite große Vorteil: Es ist theoretisch bis in die untersten Klassen hinein anwendbar. Derzeit liegen exzellente Wertungen bei über 15 Punkten.

## Der Modus beim DTL-Aufstiegsfinale
Der Modus zum Aufstieg unterscheidet sich zwischen Männern und Frauen.

### Männer
Die beiden Staffelsieger der zweiten Bundesligen Nord und Süd turnen um den Platz in Liga eins, von dem das Erstligaschlusslicht automatisch absteigt. Ebenso turnen die vier besten Teams der Regionalligen Nord und Süd in zwei Duellen um den Aufstieg in Liga zwei, während die Staffelletzten der zweiten Bundesligen Nord und Süd jeweils direkt absteigen. Den Aufstieg in die Regionalliga fechten bis zu zehn Mannschaften aus den Oberligen der Landesturnverbände aus.

### Frauen
Bei den Turnerinnen steigt der Erstligaletzte automatisch ab, der Vorrundensieger der zweiten Bundesliga erreicht sofort den Aufstieg in die höchste Turnklasse. Die sechst- und siebtplatzierten Teams der ersten Liga streiten sich mit dem Zweiten und Dritten der zweiten Bundesliga um zwei Erstligaplätze. Zwischen zweiter Bundesliga und Regionalliga wird analog verfahren.